# Stella Leonardos da Silva Lima Cabassa
Stella Leonardos da Silva Lima Cabassa (Rio de Janeiro, 1 de agosto de 1923 — Rio de Janeiro, 11 de junho de 2019) é uma poetisa, teatróloga e tradutora brasileira. Foi integrante da terceira geração do movimento modernista.  Foi presidente da Academia Carioca de Letras e faleceu, no Rio de Janeiro, no dia 11 de junho de 2019.

## História
Stella Leonardos lançou seu primeiro livro em 1940. Participou de um grupo de teatro amador entre 1943 e 1945, ano em que se casou. Em 1946 formou-se em Letras Neolatinas pela Universidade Federal do Rio de Janeiro. De 1942 a 1971 trabalhou como tradutora (catalão, espanhol, francês, inglês, italiano e provençal).
Sua peça "Palmares" foi encenada em 1944 no Rio de Janeiro pelo grupo "Teatro do Estudante", de Paschoal Carlos Magno, tendo a colaboração do recém fundado Teatro Experimental do Negro (TEN). Fundado e dirigido por Abdias Nascimento, o TEN recrutou, ensaiou e colocou em cena 200 pessoas e três atores em papéis de destaque, com Aguinaldo Camargo no papel de Zumbi dos Palmares. 

## Obras (incompleta)

### Poesia
- Passos na Areia (1940)
- E Assim se Formou a Nossa Raça (1941)
- A Grande Visão (1942)
- Amanhecência (1974)
- Memorial da Casa da Torre (2010)

### Romances
- Quando os Cafezais Florescem (1948)
- Estátua de Sal (1961)

### Trilogia biográfica
- I - Marabá, (1942)
- II - Palmares, (1943)
- III - Rufa ao Longe um Tambor, (1943)

### Outros
- Cancioneiro Capixaba (2000)

## Premiações
- Prêmio Olavo Bilac (1957) da Academia Brasileira de Letras, por "Poesia em 3 Tempos".
- Prêmio Paula Brito de Poesia (1960) por "Rio Cancioneiro"
- Prêmio Júlia Lopes de Almeida (1961) da Academia Brasileira de Letras, por "Estátua de Sal"
- Prêmio Nacional de Poesia (1964) por "Geolírica"
- Prêmio Fernando Chinaglia (1970) da União Brasileira dos Escritores por "Cantares na Ante-Manhã"
- Prêmio Casemiro de Abreu (1975) da Secretaria de Educação e Cultura por "Romançário"
- Prêmio Bienal Nestlé de Literatura Brasileira (1986) por "Romanceiro da Abolição" (3º lugar)
- Prêmio Batista I Roca (2001) do "Institut de Projecció Exterior de la Cultura Catalana" (Barcelona, Espanha)
- Prêmio de Poesia Centenário de Henriqueta Lisboa (2001) da Academia Mineira de Letras por "Mitica"